# 哈罗德·海尔斯顿
哈罗德·海尔斯顿（英語：Harold Hairston，1942年5月31日—2001年5月1日），美国NBA联盟前职业篮球运动员。他在1964年的NBA选秀中第4轮第33顺位被辛辛纳提皇家选中。